# Bjarne Guldager
Bjarne Guldager (Oslo, 14 november 1897 - aldaar, 29 januari 1971) was een Noors atleet. Hij nam deel aan de Olympische Zomerspelen van 1920.

## Belangrijkste resultaten

### Olympische Zomerspelen
| Jaar | Plaats    | Discipline | Onderdeel             | Resultaten                                                                       |
| ---- | --------- | ---------- | --------------------- | -------------------------------------------------------------------------------- |
| 1920 | Antwerpen | Atletiek   | 100 m (m)             | eerste ronde: 4e (reeks 4)                                                       |
| 1920 | Antwerpen | Atletiek   | 200 m (m)             | eerste ronde: 5e (reeks 1)                                                       |
| 1920 | Antwerpen | Atletiek   | 4x100 m estafette (m) | eerste ronde: DSQ (reeks 1)samen met: Erling Aastad Asle Bækkedal Rolf Stenersen |

### Persoonlijke records
| Onderdeel | Tijd    | Jaar |
| --------- | ------- | ---- |
| 100 m     | 10,8 s. | 1921 |
| 200 m     | 22,3 s. | 1921 |